# 普利茅斯 (新罕布什爾州普查規定居民點)
普利茅斯（英語：Plymouth）是位於美國新罕布什爾州格拉夫頓縣的普查規定居民點。

## 人口
根據2020年美國人口普查的數據，普利茅斯的面積為15.41平方千米，當中陸地面積為15.22平方千米，而水域面積為0.19平方千米。當地共有人口4730人，而人口密度為每平方千米306.94人。